# Washington Allston
Washington Allston (Charleston, Carolina del Sur, 5 de noviembre de 1779- Cambridgeport, Massachusetts, 9 de julio de 1843) fue un pintor y escritor estadounidense.
Estudió en la Universidad de Harvard y en la Royal Academy de Londres al lado de Benjamin West. Se asentó en Massachusetts en el año 1830, volviéndose el más importante pintor romántico de los Estados Unidos.
Sus enormes paisajes representan la apariencia misteriosa y dramática de la naturaleza. Más tarde trabajó el humor y la fantasía en escalas pequeñas, creando imágenes más de ensueño.
También escribió poesía y novelas, siendo sus teorías sobre arte publicadas póstumamente con el nombre de Lectures on Art en 1850.